# Chrysometa duida
Chrysometa duida là một loài nhện trong họ Tetragnathidae.
Loài này thuộc chi Chrysometa. Chrysometa duida được Herbert W. Levi miêu tả năm 1986.